# VAG AUS-motor
VAG AUS motoren er en 4-cylindret benzinmotor fra VAG-koncernen, som i 2000 delvist afløste den hidtidige otteventilede konstruktion.
I 2001 ændredes dens typebetegnelse til BCB.